# بتا پین‌گوئیس
بتا پین‌گوئیس یک گونه از ماهیان گورامی و بومی اندونزی است. این ماهی در نهرهای جنگلی زندگی می‌کند. طول این ماهی به ۷٫۹ سانتی‌متر (۳٫۱ اینچ) SL می‌رسد. این ماهی توسط مردم محلی به عنوان طعمه استفاده می‌شود.